# Кондензирано мляко
Кондензирано мляко е краве мляко, от което е премахната водата (около 60% от него). Най-често се предлага с добавена захар като подсладено кондензирано мляко. Кондензираното мляко е много гъсто и сладко и в подходяща опаковка може да издържи години без да се развали и без да бъде охлаждано.
Кондензираното мляко е продукт, който се използва почти в целия свят и се добавя в множество сладкиши.
В някои страни е най-често използваната добавка за кафе или чай.
Първите сведения за приготвяне на кондензирано мляко идват от Марко Поло, който твърди, че през 13 век татарите са били способни да го правят.